# Paul Merab
Paul Merab (nombre real: Petre Merabishvili, Geo. პეტრე მერაბიშვილი) ( 1876, Ude, Georgia, –  1930, Paris), fue un médico georgiano, farmacéutico e investigador de Etiopía .

## Biografía
Merab nació en una comunidad católica georgiana, ahora región de Samtskhe-Javakheti, en el sur de Georgia. Graduado en la Sorbona, el Dr. Merab fue contratado en Constantinopla para trabajar como médico para  emperador etíope Menelik II durante varios años. Vivió en Etiopía en 1908-1929, a excepción de los años de la Primera Guerra Mundial, cuando se ofreció como voluntario en el ejército francés. En 1910, fundó la primera farmacia en Addis Abeba a la que llamó "Pharmacie de la Géorgie". En 1929, por fin reasentado en Francia, publicó sus investigaciones informativas y recuerdos de Etiopía. 